# Északi háború (1655–60)
Az északi háború (1655–60) Svédország 1655-60 között a dánok, lengyelek és oroszok ellen folytatott háborújának közismert neve. A svédek elleni koalícióhoz csatlakozott Hollandia, a dunai Habsburg Birodalom, a Krími Tatár Kánság, a zaporozsjei kozákok, és Brandenburg is. Utóbbi korábban szövetségese volt Svédországnak. Szorult helyzetében a svéd király 1657-ben az Erdélyi Fejedelemséget hívta segítségül, de az erdélyiek akciója hamar elbukott. A svédek Lengyelország elleni támadásában közrejátszott, hogy a velük régóta szövetségben álló és a Habsburg Birodalom pozícióját mindenképp gyengíteni kívánó franciák felbiztatták őket.
A háborút „hivatalosan” a lengyel-svéd trónutódlás miatt vívták, X. Károly Gusztáv svéd király valójában gazdasági és politikai egyeduralomra tört a baltikumi térségben. (A király a háború lezárását már nem érte meg).
A háború Lengyelországban azzal ért véget, hogy az 1657-es wehlaui szerződéssel a Porosz Hercegséget átadták a Brandenburgi Választófejedelemségnek, amely ezzel az északi háború igazi győztese lett.

## Előzmények
Lengyelországra súlyos teherként nehezedett a Bohdan Hmelnickij révén kirobbantott kozák–lengyel háború 1648-ban. A kozákok és tatár szövetségeseik a következő majdnem hét évben sorra legyőzték a lengyel nemesi hadakat. Szövetségesüknek megnyerték Alekszej orosz cárt, aki 1654-ben hadat üzent a lengyel királynak, II. János Kázmérnak. Az oroszok elfoglalták és felégették Vilniust. Ezután a krími kán átállt János mellé, és feldúlta Ukrajnát, tehát a háború elég hullámzóan folyt.
A háborút kihasználva Károly Gusztáv szövetkezett Brandenburggal. Okot az szolgáltatott erre, hogy János Kázmér igényt támasztott a svéd trónra. Valójában a svédek meg akarták kaparintani a balti-tengeri kikötőket és az ottani sóbányákat, valamint hűbéresükké akarták tenni a gazdag Porosz Hercegséget. Károly Lengyelország, Dánia, Oroszország, Norvégia és Németalföld összekapcsolásával hatalmas államalakulatot szeretett volna létrehozni, hogy biztosítsa a svéd egyeduralmat a Baltikumban.

## A háború

### Támadás és árulás
A svéd hadsereg egyik előhada Arfuid Wittemberg vezetésével Brandenburgon át vonult Nagy-Lengyelország felé. Az ellene küldött helyi lengyel erők java részét – köztük sok nemest, mint Sobieski Jánost is – a király ígéreteivel maga mellé állította.
Ezután Janusz Radziwiłł litván nagyhetman és unokatestvére, Bogusław herceg is átállt a svédekhez. A hetman abban bizakodott, hogy elnyeri a lengyel koronát, Bogusław herceg pedig örökös litván hercegséget akart létrehozni német mintára.
A svéd–brandeburgi csapatok sorra bevették a városokat és várakat, a hozzájuk átállt nemesekkel csaták sorozatában mértek vereséget a királyra. Varsót puskalövés nélkül vették be, Krakkó előtt legyőzték János Kázmért, és októberben a város is megadta magát. A svéd király egészen a magyar határig hatolt (míg kelet felé csapatai megálltak a Hmelnickij által ellenőrzött területek határánál).
Az orosz–kozák erők sem késlekedtek kihasználni a helyzetet, és nyomban kiterjesztették uralmukat Ukrajna és Fehéroroszország területére, valamint Kelet-Litvániára. Kázmér előbb a Szepességbe, majd Sziléziába menekült.
II. Rákóczi György erdélyi fejedelem, aki apjához hasonlóan régóta pályázott a lengyel trónra, jelezte Károly Gusztávnak, hogy csatlakozna hozzá, míg a lengyelek egy része tőle kért segítséget a svédek ellen, a lengyel koronát ajánlva fel neki. Rákóczi részben azért döntött a svéd király mellett, mert mindketten protestánsok és a Habsburgok ellenfelei voltak.
Károly Gusztáv kikiáltotta magát Lengyelország királyává, ezt azonban se Ausztria, se Oroszország, se az Oszmán Birodalom nem fogadta el, és felvették a kapcsolatokat II. János Kázmérral, hogy katonailag is támogassák. A török szultánt különösen az egyre szorosabb svéd–erdélyi kapcsolatok aggasztották, míg a svédeket az, hogy akár a Habsburgok, akár a törökök megtámadhatják őket Lengyelországban. Ezért szükségesnek tartották más hatalmak, mint Franciaország megnyerését. A porosz herceg várta a fejleményeket, hogy egy adott pillanatban a svédek vagy a lengyelek ellen fordulhasson.

### Fordulat a háború menetében
Litvániában nagyon sokan továbbra is kitartottak János Kázmér mellett, és fellázadtak az áruló Radziwiłłek ellen. Jan Sapieha vezetésével megkötötték a tyszowcei konföderációt, amelynek csapataihoz tömegével szöktek át Radziwiłł seregéből. A svédeket és a hetmant beszorították Tykocinba. Az ostromban Janusz Radziwiłł meghalt, címét később Sapieha kapta meg.
A megszálló svéd és brandenburgi erők nagy hadisarcot és adókat vetettek ki, öltek, erőszakoskodtak, fosztogatták a katolikus és ortodox templomokat. Ezek a tettek a kozákokat is a svédek ellen hangolták, noha hetmanjuk, Bohdan Hmelnickij aktívan kereste a szövetséget Svédországgal — olyannyira, hogy hajlandó lett volna az oroszokkal is szembefordulni, Ukrajnát pedig svéd uralom alá vetni.
X. Károly Gusztáv rövidesen Poroszországba ment a herceggel tárgyalni arról, hogy a porosz várakat adja át a svédeknek. A poroszok egyelőre még haboztak. Terjengtek olyan hírek, hogy készek a svédek ellen fordulni, de egyre valószínűbbnek tűnt, hogy végül melléjük állnak.
Lengyelországban egyre szélesedett a felkelés a svédek uralma ellen. János Kázmér fogadta az orosz cár követeit, akikkel megállapodott a háború megszakításáról és a két ország szövetségéről. Bár ezt ígéreték az osztrákok is, de halogatták, hogy hadat üzenjenek Svédországnak. Számos európai ország közvetítőként próbált fellépni, mert gazdasági érdekeiket érezték fenyegetve. Többségük a lengyelek mellett foglalt állást, Rákóczi azonban továbbra is a svédekhez közeledett, nem látva, hogy ezzel maga ellen fordítja a többi európai országot.
1655 télelőjén a német Burchard Müller generális irányította, mintegy 3-9000 fős svéd sereg lengyel segédcsapatokkal ostrom alá vette a Częstochowa melletti Jasna Góra-i pálos kolostort. A kolostorban őriztek egy csodatévő Szűz Mária-képet, az ún. Fekete Madonnát, akinek bal arcát cseh rablók valamikor a 15. században karddal megvágták. A lengyelek ezt a kegytárgyat mindenképpen meg akarták védeni.
Augustyn Kordiecki atya vezetésével a kétszáz fős, mindenféle rendű és rangú lengyel (köztük egy magyar önkéntes) félretéve a különbségeket negyven napig védte a klastromot, és sikerült visszaverniük a svédeket. Az ellenség létszámának felét elvesztette, majd az éhség és a betegség tovább gyérítette őket.
Már maga a kegyhely megtámadása felháborodást keltett az országban, de a győzelmet egyenesen jeladásnak tekintették. A hír futótűzként terjedt az országban. János Kázmér király felkerekedett Sziléziából, és Magyarországon át hazatért. A még lengyel kézben levő Lwówban szállt meg, ahol rengeteg nemes csatlakozott hozzá, majd rövidesen mellé álltak a lwówi, vörösoroszországi és podolei ukrán erők. Itt fogadta a király a tatár kán követét, aki százezer fős haderőt ígért támogatásul — részben a svéd terjeszkedést rossz szemmel néző, a svéd-erdélyi barátkozás miatt aggódó szultán parancsára.
Az ígért haderőből kisebb csapatok már érkeztek is, de a háborúban összesen ha negyvenezer tatár vett részt — a többi később Erdélybe tört be. Várható volt a kozákság segítsége is. Elkezdték átcsoportosítani erőiket az orosz frontról és új hadakat állítottak fel. Több nemes visszapártolt a királyhoz, az ellenség lengyel csapatai napról napra fogytak. Sapieha Tykocin bevétele után teljes erejével délnek indult a király megsegítésére. Ukrajnából tömegével jöttek a tatárok és a kozákok.
Az oroszok hadat üzentek Svédországnak. Bogusław herceg továbbra is a svéd király mellett kötelezte el magát, de kétszínű módon korábbi uralkodójával is felvette a kapcsolatot, hogy nála is bebiztosítsa helyzetét. A poroszok végül Svédország mellett döntöttek, a lengyelek pedig megtámadták Brandenburgot.

### Az orosz–svéd háború
A lengyelekkel kötött egyezség után a cári sereg 1656-ban megtámadta Livóniát, ahol a várak és városok többségét bevették. A svédek annyira szorongatott helyzetbe kerültek, és elkerülhetetlennek látszott, hogy erősítést kell küldeni nekik Lengyelországból, ahol az év elején újra indultak a harcok. Rigát Alekszej vette ostrom alá júliusban, de a svéd védők kitartottak, és augusztusban egy kirohanással súlyos veszteségeket okoztak az oroszoknak. Röviddel ezután Litvániából megjött az erősítés, és a cár kénytelen volt megfutamodni.

### A lengyelek sikerei

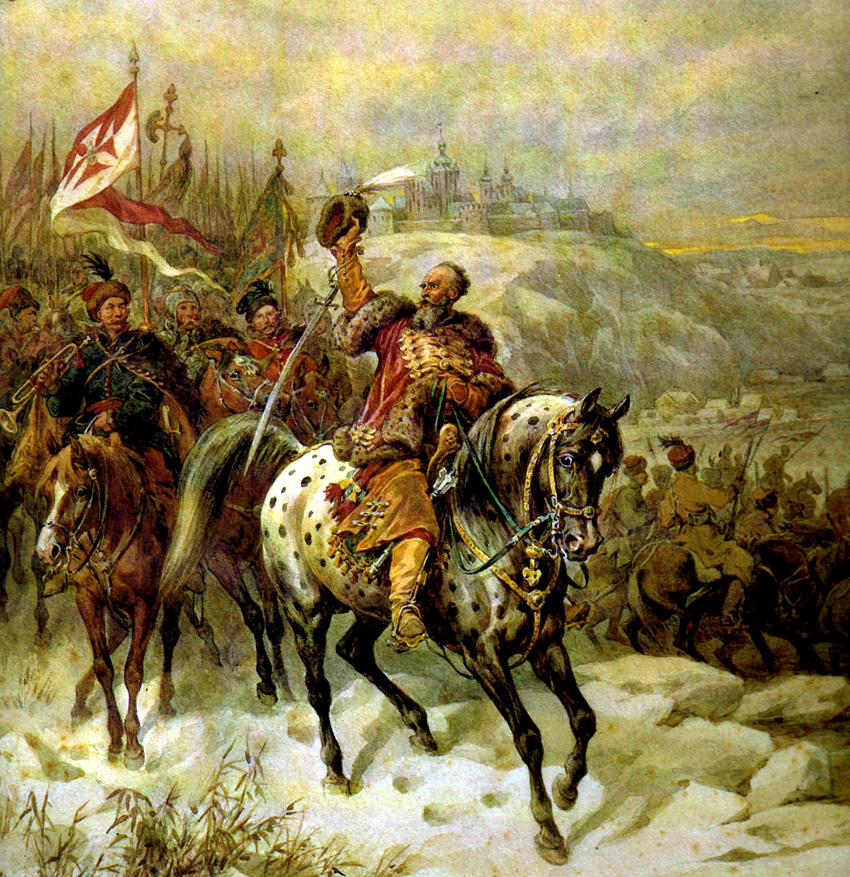
Czarniecki csapatai Płock alatt

Az újjászerveződő lengyel hadak tatár segédcsapataikkal megkezdték az ország felszabadítását. A lakosság gerillaharcokkal nyugtalanította az ellenség erőit, kiűzve őket a falvakból és a kisebb városokból. A népfelkelés irányítását a király Stefan Czarnieckire bízta, aki Jasna Góra védelmében is részt vett. Czarniecki és Sapieha, valamint más lengyel hadvezérek több győzelmet arattak a svédek felett, és sikerült vereséget mérniük a badeni őrgróf seregére is. Czarniecki legyőzte Károly Gusztávot, és a lengyel–litván–tatár sereg visszafoglalta Krakkót, majd Varsót is.
A szövetséges krími tatárok ugyan kifosztottak néhány lengyel települést, de nem okoztak akkora károkat, mint Ukrajnában, ahová annak idején még a zaporozsjei kozákok hívták őket segítségül. Lengyelországban a visszaéléseknek elejét sikerült venni – egyrészt busás fizetséggel, másrészt azzal, hogy a tatárokat ráuszították a Porosz Hercegségre, amit kedvükre dúlhattak.
Szeptember 7-én Gyulafehérváron II. Rákóczi György erdélyi fejedelem, Bohdan Hmelnickij kozák hetman, Havasalföld és Moldva lengyelellenes szövetséget kötött. Rákóczi úgy érezte, hogy ezzel közelebb jutott a Lengyel Királyság megszerzéséhez, de egyelőre senkinek nem volt szüksége rá és koalíciójára.
A svéd–brandenburgi hadak a július 28–július 30. között vívott háromnapos varsói csatában vereséget mértek a király vezette főerőkre. A lengyelek kénytelenek voltak újból feladni a fővárost, és a Visztula mögé vonultak vissza. A Poroszországban harcoló lengyel–tatár hadak azonban Prostkennél óriási diadalt arattak a svédektől is támogatott poroszokon, és az egész hercegséget visszahódították, majd engedelmességre kényszerítették Bogusław herceget is.
Károly Gusztáv nehéz helyzetbe került Varsó visszafoglalása és az orosz támadás után, ami felértékelte szemében az erdélyi–román–kozák koalíciót. Követei felajánlották Rákóczi Györgynek Kis-Lengyelország tartományt, és jóváhagyták ott egy új lengyel királyság alapítását. Ettől a fejedelem azt remélte, hogy kellő hátországa lesz egy törökellenes háborúhoz. Magyarországon is sokan bíztak abban, hogy Rákóczi az erdélyiek, a lengyelek, a svédek és a románok élén a török ellen fordul, és nemzeti királyságban egyesítheti az országot.

### Rákóczi hadjárata
Rákóczi elbizakodottan túlértékelte korábbi külpolitikai sikereit és a koalíciót. Azonnal elindította a hadjáratot, pedig azt tanácsadói és családtagjai is végig ellenezték, rossz véget jósolva a vállalkozásnak. A porta sem adott engedélyt, csak ha török csapatokat is vitt volna magával. (A török szultán egyébként végig a lengyeleket támogatta). A beavatkozás más országokat is Erdély ellen fordított, hiszen a konfliktus nemcsak Lengyelország és Svédország ügye volt, főleg várható gazdasági hatásai miatt (a lengyelek mindig megfelelő konszonanciát tartottak az érintett államokkal).
1657. január 18-án II. Rákóczi György moldvai és havasalföldi csapatokkal kiegészített seregével átlépte Lengyelország határát, miközben kozák segédhadak is csatlakoztak hozzá. Podólián és Kis-Lengyelországon átvonulva a mostoha időjárás miatt fosztogatni kényszerült, ezzel maga ellen fordította a helyi lakosságot.
Április 7-én elfoglalta Krakkót, majd nyár elején találkoztak a svéd hadakkal és június 9-én minden ellenállás nélkül bevonultak Varsóba.
Ezalatt a Jerzy Lubomirski vezette lengyelek a Vereckei-hágón át betörtek Észak-Erdélybe és elpusztították Ungvár, Munkács és Visk térségét.
A varsói bevonulás után X. Károly Gusztáv rögvest hazaindult az országát ért dán támadás miatt, és magára hagyta Rákóczit lengyel földön. A fejedelem még mindig bizakodott, és tovább ment északnak. Azonban a wehlaui szerződésben Brandenburg és Poroszország kiegyezett a lengyel királlyal, és Svédország ellen fordultak. Rákóczit a román-kozák csapatok cserbenhagyták, de még mindig nem adta fel, tovább haladt, azonban júliusban megadta magát Czarny Ostrównál Stefan Czarniecki előtt. Már a vereség előtt tovább súlyosbította Rákóczi csapatainak helyzetét az, hogy a porosz és brandenburgi hadak mellett már osztrák, cseh, magyar és német csapatok is megjelentek az országban, akikkel szemben kicsiny serege nem vehette fel a harcot. Rákóczi óriási hadisarc ellenében fegyvernyugvást vásárolt, majd 5-6 ezer főre apadt seregével a határ felé közeledett, amikor Kamieniecnél belefutottak a várakozó 60 ezer fős krími sereg karjaiba, akiket a szultán küldött Rákóczi ellen.
Rákóczi a seregét Kemény Jánosra bízta, és ő maga csekély kíséret élén hazament. Serege csupán három napig tudott ellenállni a tatároknak, akik a sereget fogságba ejtve a Krímbe hurcolták. A foglyok jelentős része nem is került többé haza. Rákóczi – kezdeti ígérete ellenére – nem váltotta ki őket. Felelőtlensége és önelégültsége hamarosan egy hatalmas török-tatár áradatot zúdított Erdélyre.

### Habsburg támogatás
Habár III. Ferdinánd támogatást ígért János Kázmérnak, közvetlenül nem avatkozott be a harcokba. Miután 1657. április 2-án elhunyt, utóda, Lipót aktívabban lépett fel, osztrák, cseh és magyar csapatokat küldött a lengyel király támogatására, aki a rokona volt.
A támogatás stratégiai okokkal magyarázható, de nagy szerepe volt a vallási szolidaritásnak is: a protestáns svéd–brandenburgi–erdélyi szövetséggel szemben egy katolikus Habsburg–lengyel szövetség állt fel.

### Dán beavatkozás
A svédekre állandóan féltékeny Dánia, Norvégiával együtt szövetkezett Lengyel–Litván Unióval és a Brandenburgi Választófejedelemséggel, és hadat üzentek X. Károly Gusztávnak.
A dánok dél-svédországi birtokaikról törtek be, amivel elvonták Károly Gusztávot a lengyel hadszíntérről.
A svédek 1648-ban szerzett németországi területükről, Svéd-Pomerániából benyomultak Schleswig-Holstein hercegségbe, majd onnan Dániába, és csakhamar az egész Jüt-félszigetet (Jyllandot) uralmuk alá hajtották. Az 1657–58-as tél folyamán a tenger vize befagyott, és a jégen átkelve a svéd hadak megszállták Fyn szigetét, ezzel már közvetlenül fenyegetve Koppenhágát. Északon a dán–norvég csapatokkal szemben is jelentős sikereket könyvelhettek el.
III. Frigyes dán király el kívánván kerülni a megalázó vereséget, gyorsan békét kötött, nehogy még a fővárosát is elveszítse. A roskildei békeszerződésben (1658) svéd uralom alá helyezték Skånet, Hallandot, Blekingét és a norvégiai Trondheimet. X. Károly Gusztáv azonban nem elégedett meg mindezzel, mert szerette volna Dániát saját királyságához csatolni.
Addigra a svédeket már kiszorították Lengyelország–Litvánia teljes területéről. 1658-ban az oroszoknak egy Livónia ellen intézett újabb támadása sem járt sikerrel. Ez után II. János Kázmér lengyel király ezután maga újította fel az orosz cár ellen vívott háborút, főleg miután Bohdan Hmelnickij, aki a kozákokat a svéd király keze alá adta, elhalálozott (1657).
Az Ukrajna és a zaporozsjei kozákok között, 1648 óta tartó konfliktus rendezésére a lengyelek létrehozták a hadziaci uniót, amely az eddig duális állam helyett, egy három tagból álló, lengyel–litván–rutén föderációt jelentett. A kozákok visszautasították az egyesülést, és ismét visszaálltak az oroszok mellé, ami egy 1667-ig tartó háborút eredményezett.

### Holland beavatkozás

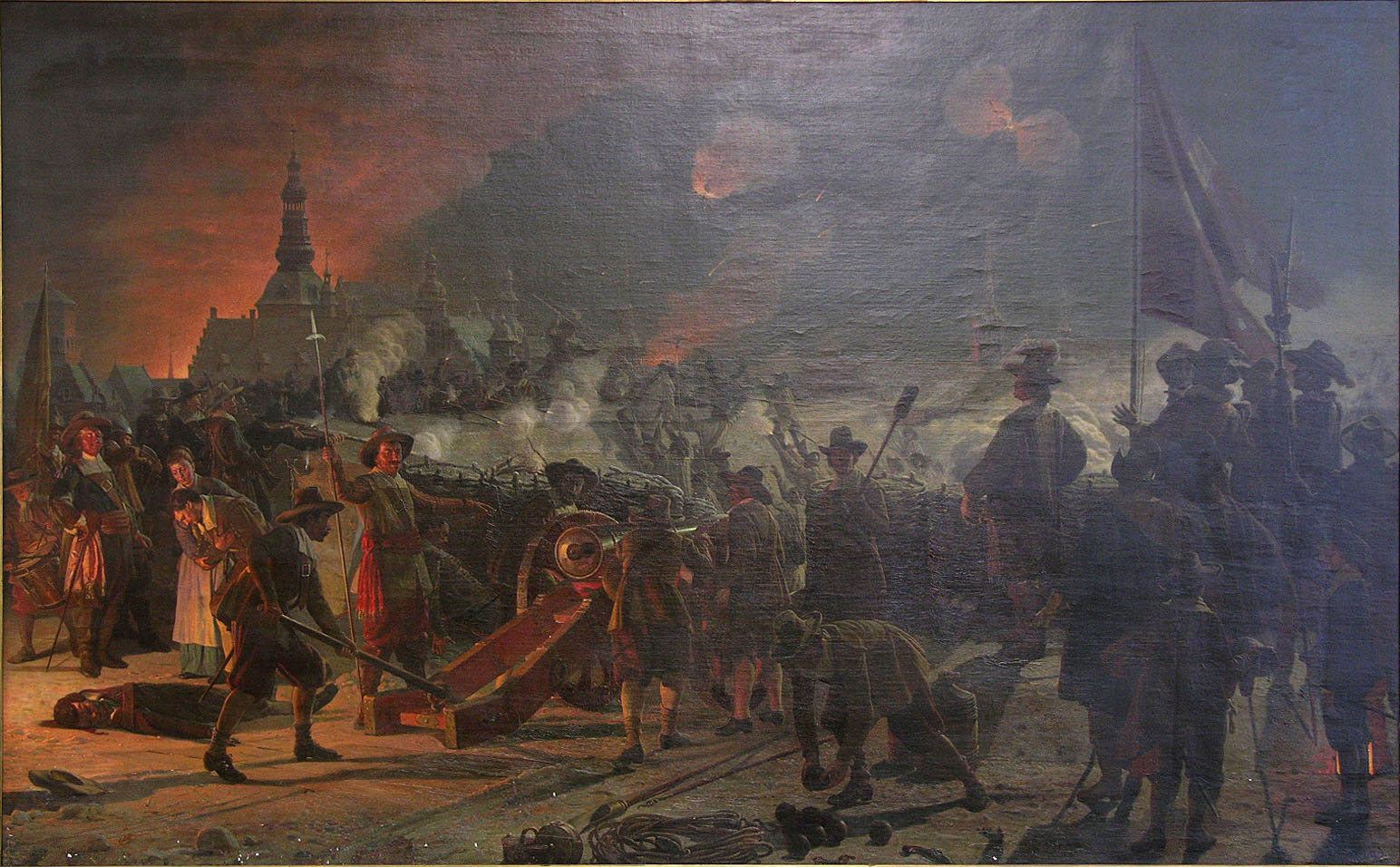
Koppenhága svéd ostroma (1659)

Öt hónappal a roskildei béke után a svédek másodszor is megtámadták Dániát. Az ország nagy részét sikerült elfoglalniuk, és a norvégokat is térdre kényszerítették.
Ekkor Hollandia is belépett a háborúba, és 1659 februárjában a dán–holland flotta megvédte a svédektől ostromolt Koppenhágát.
Ősszel az osztrák–lengyel–brandenburgi erők bevonultak Dániába, ahonnan elüldözték a megszálló svéd seregeket. A háború Nyborgnál érte el tetőpontját, ahol a szövetséges csapatok november 24-én nagy győzelmet arattak a svédek felett.
A Svédország elleni egyre kiterjedt koalíció politikai válságot idézett elő az országban, emiatt Károly Gusztáv országgyűlést hívott össze, ahol a háború folytatása mellett kardoskodott. Fő ellenfelének továbbra is III. Frigyes dán királyt tartotta, ezért egy újabb támadást tervezett Norvégia ellen, és ehhez szövetségesét, Franciaországot is segítségül akarta hívni. 1660. február 13-án azonban meghalt, ez véget vetett a háborúnak.

## A háború vége
A svédek először Dániával zárták le a háborút a koppenhágai békeszerződésben, 1660. május 27-én, amely meghagyta a svédeknek Skånét, Hallandot és Blekingét, míg dán kézben maradt Trøndelag tartomány (Trondheim és környéke), valamint Bornholm szigete.
Lengyelország és Brandenburg az olivai békében (1660. május 3-án) zárta le a svéd háborút. A brandenburgi választófejedelem megkapta a Porosz Hercegséget, az altmarki békében megszabott, a korábbi svéd-lengyel területi viszony – a balti kikötők kivételével – érintetlen maradt, végül II. János Kázmér lemondott a svéd trónra támasztott igényéről.
Legvégül az oroszokkal született béke Kardisban, melynek értelmében Svédország megtarthatta Livóniát.
A háború igazi győztese Brandeburg lett, mert megkapta a háborúban legtöbbet szenvedett Poroszországot.
A békeszerződés területi rendelkezéseivel mind Dánia, mind Brandenburg továbbra is elégedetlen volt. A dán–svéd, valamint a svéd–brandenburgi hatalmi ellentét fennmaradt. Egy évtizeddel később, 1672-ben, amikor Franciaország megindította a Hollandia elleni háborút, és ebbe 1674-ben – Brandenburg–Poroszország lekötése céljából – bevonta Svédországot is, ezek az ellentétek újabb északi háborút robbantottak ki, amely 1679-ig tartott.

## Érdekességek
A Jasna Góra-i győzelem után 1656-ban II. János Kázmér a częstochowai Fekete Madonnát Lengyelország patrónusává választotta, aki azóta az ország függetlenségének jelképe. A képet még számos alkalommal védték meg a lengyelek, többek közt még egyszer a svédektől 1656-ban, majd a Nagy északi háború során is.
Az eseményeket Henryk Sienkiewicz Özönvíz című regényében örökítette meg.